# Le Vert Mont
Le Vert Mont is een heuvel in Frans-Vlaanderen bij Boeschepe. De helling ligt tegen de Kokereelberg.
Le Vert Mont is een onderdeel van de zogenaamde centrale heuvelkam in het Heuvelland, deze bestaat daarnaast uit de Watenberg, Kasselberg, Wouwenberg, Katsberg, Kokereelberg, Zwarteberg, Vidaigneberg, Baneberg, Rodeberg, Sulferberg, Goeberg, Scherpenberg, Monteberg, Kemmelberg en Letteberg. Ten zuiden van deze heuvelkam bevindt zich het stroomgebied van de Leie, ten noorden van deze heuvelkam het stroomgebied van de IJzer.

## Wielrennen
Le Vert Mont is meermaals in Gent-Wevelgem beklommen, waaronder in 2016, 2019 en opnieuw in 2020.